# Begonia reniformis
Begonia reniformis es una especie de planta perenne perteneciente a la familia Begoniaceae. Es originaria de Sudamérica.

## Distribución
Es originaria de Brasil donde se encuentra en la Caatinga, el Cerrado y la Mata Atlántica.

## Taxonomía
Begonia reniformis fue descrita por Jonas Carlsson Dryander y publicado en Transactions of the Linnean Society of London 1: 161, pl. 14, f. 1–2. 1791.
sinonimia
- - Wageneria reniformis (Dryand.) Klotzsch, Ber. Bekanntm. Verh. Königl. Preuss. Akad. Wiss. Berlín 1854: 126. 1854.
  - Begonia elatior Steud., Nomencl. Bot., ed. 2, 1: 193. 1840, nom. inval.
  - Begonia grandis Otto ex A.DC., Fl. Bras. (Martius) 4(1): 369. 1861, nom. inval.
  - Begonia huberi C.DC., Bull. Herb. Boissier, II, 1: 315. 1901.
  - Begonia inermis Irmsch., Bot. Jahrb. Syst. 76: 39. 1953.
  - Begonia longipes Hook., Bot. Mag. 57: t. 3001. 1830.
  - Begonia longipes var. laticordata A.DC., Fl. Bras. (Martius) 4(1): 368. 1861.
  - Begonia palmifolia B.H.Buxton, Begonias: 33. 1932.
  - Begonia truncata Vell., Fl. Flumin. 10: t. 47. 1831.
  - Begonia vitifolia Schott, Syst. Veg. (Sprengel) 4(2): 407. 1827.
  - Begonia vitifolia var. bahiensis A.DC., Fl. Bras. (Martius) 4(1): 369. 1861.
  - Begonia vitifolia var. grandis A.DC., Fl. Bras. (Martius) 4(1): 369. 1861.
  - Wageneria longipes (Hook.) Klotzsch, Ber. Bekanntm. Verh. Königl. Preuss. Akad. Wiss. Berlín 1854: 126. 1854.
  - Wageneria vitifolia (Schott) Klotzsch, Ber. Bekanntm. Verh. Königl. Preuss. Akad. Wiss. Berlín 1854: 126. 1854.[3]